# Nemacheilus platiceps
Nemacheilus platiceps és una espècie de peix de la família dels balitòrids i de l'ordre dels cipriniformes
present a la conca del riu Mekong (Laos, Cambodja, Vietnam i l'est de Tailàndia).
Les seues principals amenaces són la destrucció de l'hàbitat degudes per l'alteració del cabal del riu Mekong, la desforestació i les pràctiques agrícoles.
Els mascles poden assolir els 6,1 cm de longitud total.